# Мажоретка

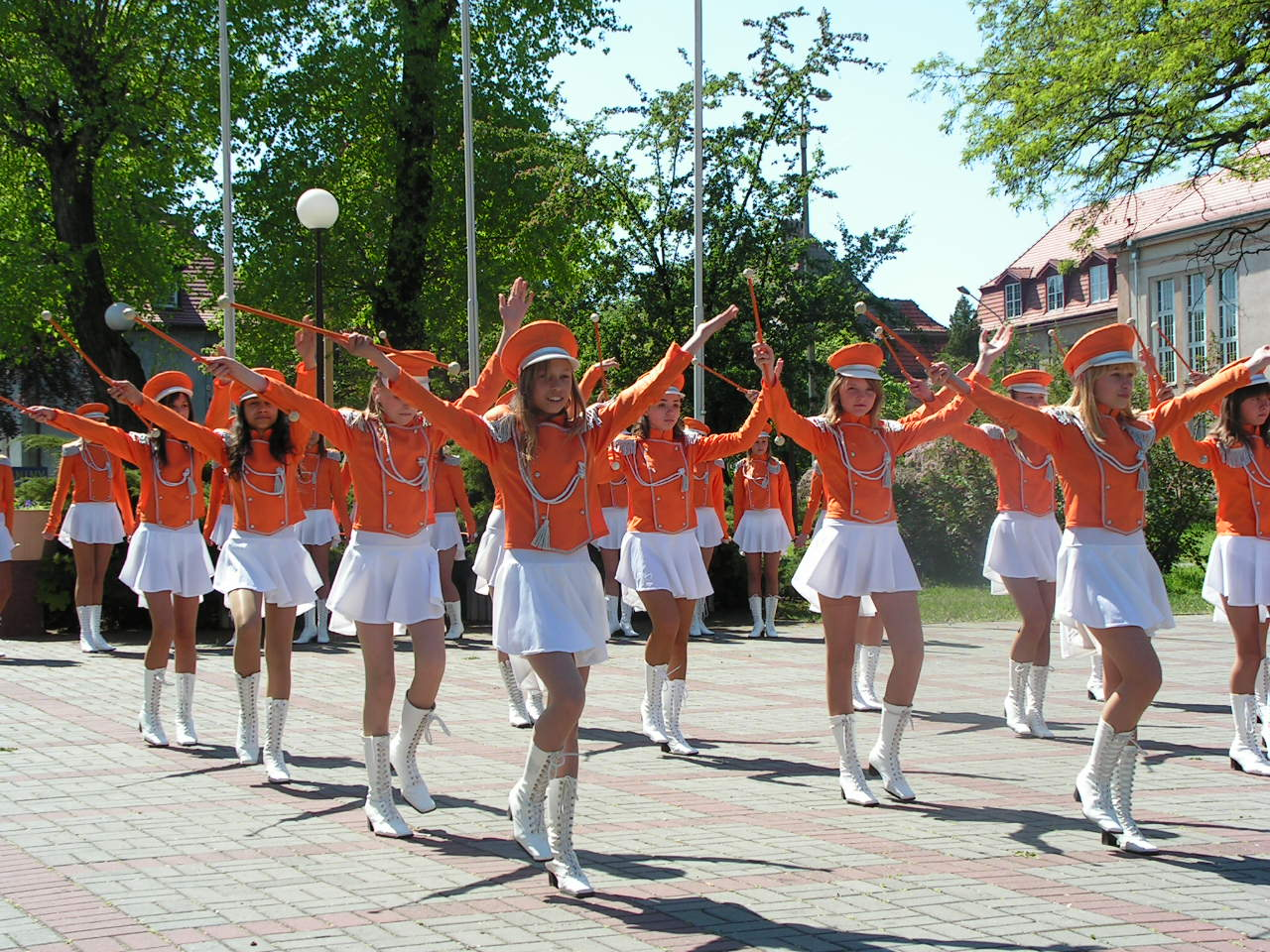
Мажоретки

Мажоретки (фр. majorette — помощницы тамбурмажора, главного барабанщика) — девушки в военной или иной униформе, участницы парадов, помощницы главного барабанщика — тамбурмажора.
Наиболее часто это девушки в коротких юбках, в костюме, напоминающем военную форму с галунами и украшениями (доломан), в сапожках. Мажоретки носят на голове кивер со страусиными перьями, в руках жезлы или барабаны. Они обычно идут с военным оркестром и отбивают ритм.
Произошли мажоретки от тамбур-мажоров. Это начальники военных оркестров, тамбур по-французски — барабан, мажор — старший. Первые тамбур-мажоры появились во Франции, поэтому они и называются на французский манер. Жезлы тамбур-мажоров поначалу выполняли роль своего рода дирижёрских палочек. А где-то в начале XX века появились первые тамбур-мажорки, мажоретки. Поначалу мажоретки были тем же, чем и тамбур-мажоры, то есть в первую очередь дирижёрами, а жонглерами — лишь постольку-поскольку. Но очень скоро все переменилось, то есть все стало наоборот: размахивание палками сделалось их основным занятием, а руководство барабанщиками ушло на второй план. В таком виде они и дошли до наших дней.
В силу того, что мажоретки произошли от мажоров, а самые нарядные мажоры были в начале XIX века, когда солдат модно было обряжать в киверы, то самым правильным головным убором мажореток стал кивер.

## Мажоретковый спорт
Мажоретки — артистки. Как спортивная дисциплина получила наибольшее распространение в Чехии, Польше, Словакии, Хорватии и в некоторых других странах.
Команды мажореток объединены в национальные федерации и в международную федерацию International Federation of Majorettes Sport (IFMS), куда входит 26 стран. В России также есть Федерация батон-твирлинга и мажореток. Проводятся национальные и международные соревнования среди мажореток (командные и личные первенства), чемпионаты Европы и мира.

## Упоминания в культуре
- Американский фильм ужасов «Полицейский-убийца» (оригинальное название «Мажоретки»), в котором происходят убийства мажореток одной школы.
- Мажореток можно увидеть в видеоклипе Destination Calabria на музыку Алекса Гаудино (Alex Gaudino).
- Мажоретки снялись в советском телевизионном фильме «Волшебная сила» (1970). Их можно видеть в начале и конце фильма, а также между новеллами.